# Ирвин Шо
Ирвин Шо (енгл. Irwin Shaw; Бронкс, 27. фебруар 1913 — Давос, 16. мај 1984) је био амерички романописац, сценариста и писац кратких прича чија су се дела продала у преко 14 милиона примерака. Најпознатији је по првом роману Млади лавови (1948), по ком је снимљен истоимени филм са Марлоном Брандом, Монтгомеријем Клифтом и Дином Мартином.
Остали познати романи (преведени на српски или хрватски, по каталогу Библиотеке града Београда) су:
- Гласови летњег дана (1965)
- Богаташ и сиромах (1970)
- Вече у Византу (1973)
- Просјак и лопов (1977)
- На врху брега (1979)
- Хлеб поврх воде (1981)
- Прихватљиви губици (1982)

Шо је био веома цењен као писац приповедака. Међу збиркама преведеним на српски или хрватски су:
- Индијанац у дубини ноћи (1957)
- Опклада на мртвог џокеја (1961)
- Мешовито друштво (1963)